# Carausius (geslacht)
Carausius is een geslacht van wandelende takken.

## Soorten
Onderstaande soorten behoren tot dit geslacht:
- Carausius abbreviatus (Brunner von Wattenwyl, 1907)
- Carausius abdominalis (Brunner von Wattenwyl, 1907)
- Carausius albopictus (Chen & He, 2008)
- Carausius alluaudi (Bolívar, 1895)
- Carausius appetens (Brunner von Wattenwyl, 1907)
- Carausius basalis (Chen & He, 2008)
- Carausius baumei Karny, 1910
- Carausius bolivari (Brunner von Wattenwyl, 1907)
- Carausius bracatus Rehn, 1904
- Carausius burri Brunner von Wattenwyl, 1907
- Carausius chani (Hausleithner, 1991)
- Carausius crawangensis (Haan, 1842)
- Carausius cristatus Brunner von Wattenwyl, 1907
- Carausius debilis Brunner von Wattenwyl, 1907
- Carausius detractus Brunner von Wattenwyl, 1907
- Carausius emeiensis Chen & He, 2008
- Carausius exsul Werner, 1930
- Carausius femoralis Chen & He, 2002
- Carausius fruhstorferi (Carl, 1913)
- Carausius furcillatus Pantel, 1917
- Carausius gardineri Ferriere, 1912
- Carausius globosus Brunner von Wattenwyl, 1907
- Carausius gracicercatus (Chen & He, 2008)
- Carausius granulatus Brunner von Wattenwyl, 1893
- Carausius guangdongensis (Chen & He, 2008)
- Carausius heinrichi Günther, 1935
- Carausius hilaris Brunner von Wattenwyl, 1907
- Carausius imbellis Brunner von Wattenwyl, 1907
- Carausius insolens Brunner von Wattenwyl, 1907
- Carausius irregulariterlobatus Brunner von Wattenwyl, 1907
- Carausius juvenilis Brunner von Wattenwyl, 1907
- Carausius lijiangensis Chen & He, 2002
- Carausius lobulatipes Pantel, 1917
- Carausius mancus Brunner von Wattenwyl, 1907
- Carausius minutus Brunner von Wattenwyl, 1907
- Carausius mirabilis (Brunner von Wattenwyl, 1907)
- Carausius morosus (Sinéty, 1901)
- Carausius nodosus (Haan, 1842)
- Carausius patruclis Brunner von Wattenwyl, 1907
- Carausius paucigranulatus (Chen & Xu, 2008)
- Carausius proximus Carl, 1913
- Carausius pustalosus Pantel, 1917
- Carausius rotundatolobatus Brunner von Wattenwyl, 1907
- Carausius rudissimus Brunner von Wattenwyl, 1907
- Carausius rugosus Brunner von Wattenwyl, 1907
- Carausius sanguineoligatus (Brunner von Wattenwyl, 1907)
- Carausius scotti Ferriere, 1912
- Carausius sechellensis (Bolívar, 1895)
- Carausius serratus Brunner von Wattenwyl, 1907
- Carausius siamensis Thanasinchayakul, 2006
- Carausius sikkimensis (Brunner von Wattenwyl, 1907)
- Carausius simplex Brunner von Wattenwyl, 1907
- Carausius spinosus Brunner von Wattenwyl, 1907
- Carausius strumosus Stål, 1875
- Carausius tanahrataensis Seow-Choen, 2000
- Carausius thailandi Thanasinchayakul, 2006
- Carausius theiseni Cappe de Baillon, Favrelle & Vichet, 1934
- Carausius thoracius Chen & He, 2006
- Carausius undatus Chen & He, 2002
- Carausius vacillans Brunner von Wattenwyl, 1907
- Carausius virgo Brunner von Wattenwyl, 1907